# Sebastián Rodríguez (urugwajski piłkarz)
Sebastián Javier Rodríguez Iriarte (ur. 16 sierpnia 1992 w Canelones) – urugwajski piłkarz pochodzenia hiszpańskiego występujący na pozycji defensywnego lub środkowego pomocnika, od 2025 roku zawodnik Montevideo City Torque.